# Lasiopogon oklahomensis
Lasiopogon oklahomensis là một loài ruồi trong họ Asilidae. Lasiopogon oklahomensis được Cole & Wilcox miêu tả năm 1938. Loài này phân bố ở vùng Tân Bắc giới.